# StealthNet
StealthNetとはRShareネットワークを用いてファイル共有を可能とするP2P型ファイル共有ソフトウェアである。開発言語はC#であり、動作には.NET Framework 2.0以上が必要。数多くのプラットフォームで動作することができる。オープンソースで開発されていたが現在は終了している。

## 概要
RShareクライアントは直接接続を決して行わない。ファイル転送はいくつかのノードを中継して行われる。 送信者と受信者のIPアドレスは秘匿され、代わりにRShare IDが使用される。また、RShare IDからIPへ変換することは不可能であり、RShareのノード間でやり取りされるデータは暗号化されている。RShare IDは、ISPであっても解析することは出来無いとされている。

## 特徴
- スウォーミング機能（複数のノードから同時にダウンロードすること）
- レジューム機能
- リアルタイムでファイル･フォルダを追加･削除する機能
- 多言語対応
- 検索機能(拡張子別なども可能)
- AES 128bitによってノード間の通信は暗号化される。(鍵交換はRSA1024bitで行われる)
- ハッシュアルゴリズムはSHA-512を採用
- 多重ダウンロードが可能
- 複数OS対応

## 仕様
- ネットワーク: RShare
- 目的: 匿名P2Pネットワーク
- ノード数: 不特定
- プロトコル: TCP
- 暗号化方法: ノード間暗号化(Point-to-Point) RSA公開鍵暗号+AES共通鍵暗号(Rijndael)
- ブートストラッピング(初期ノード情報取得方法): WebCaches
- ノード接続数: 10以上
- 利用IPアドレス数: 200以上
- スーパーノード: なし
- コンテンツキャッシュ: なし

## 秘匿性と匿名性
2014年12月の時点では、StealthNetの通信内容の秘匿性やファイル提供者の匿名性を脅かす解析ソフトやクローラなどは公開されていない。

## 非公式版の存在
2010年2月には、ダウンロードソフト板の利用者によって、0.8.7.3を元にした非公式日本語版が作られた。
また、その後のアップデートで公式版とは違う仕様を一部持っている。

## 外部サイト
- StealthNet HowTo（英語）[リンク切れ]
- StealthNet FAQ（英語）[リンク切れ]
- Planet Peer Official Board（英語）[リンク切れ]
- StealthNet Bugzilla（英語）（ドイツ語）[リンク切れ]

| スタブアイコン | サブスタブ | この項目は、まだ閲覧者の調べものの参照としては役立たない、コンピュータに関連した書きかけの項目です。この項目を加筆・訂正などしてくださる協力者を求めています（P:コンピュータ）。 |